# Chrysler 300M
Chrysler 300M —  седан бизнес-класса, выпускавшийся компанией Chrysler с 1998 по 2004 годы. Автомобиль  был построен на базе платформы LH, комплектовался двигателем V6 мощностью 255 л. с. (188 кВт). Автомобиль был на 10 дюймов (254 мм) короче, чем Chrysler Concorde, что позволяло экспортировать его в Европу. В линейке автомобилей Chrysler тех лет позиционировался чуть ниже флагмана LHS (1999–2001) и Concorde Limited (2002–2004).

## История

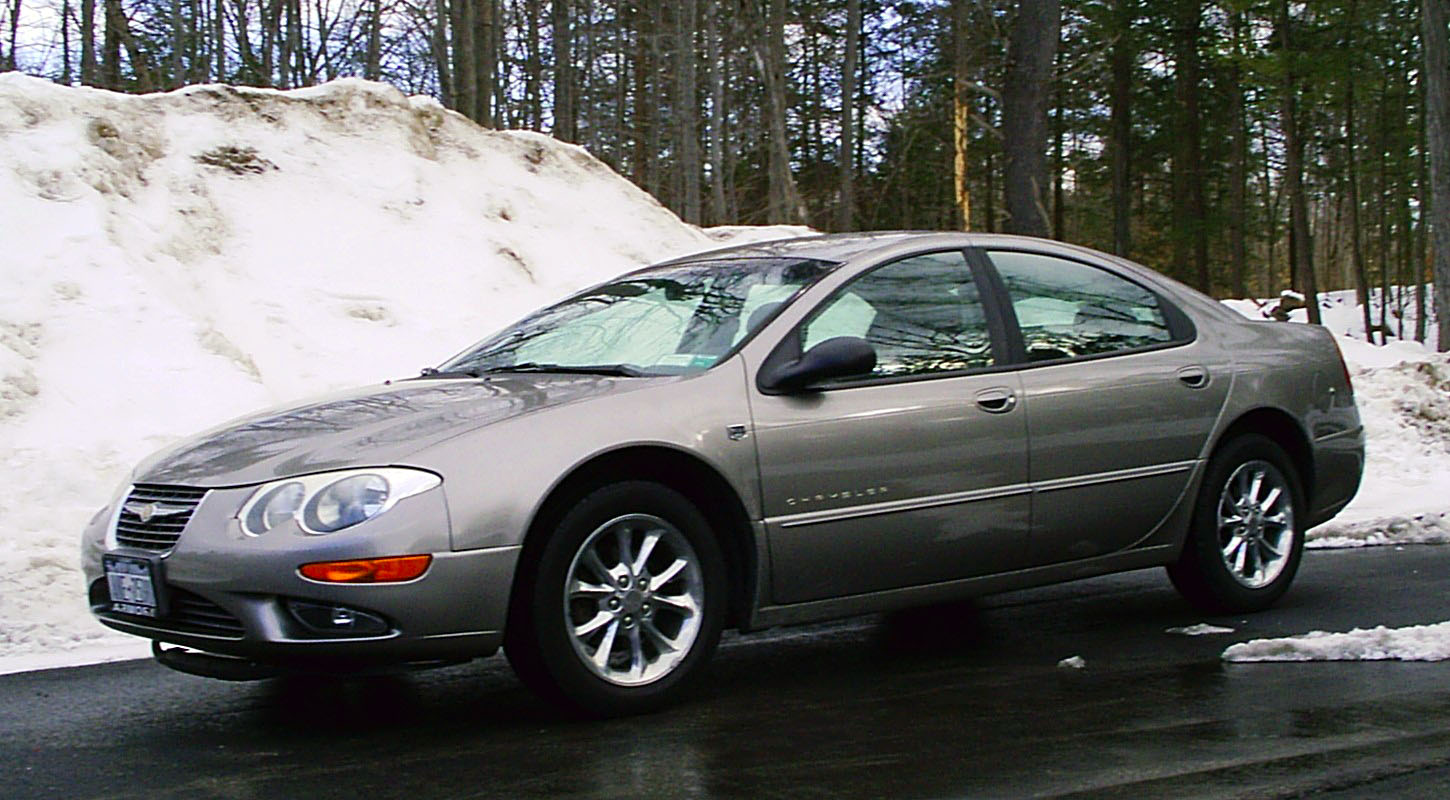
1999 Chrysler 300M

В 1998 году Chrysler занялись обновлением платформы LH. Роль автомобиля «борца с импортом» на тот момент исполнял Eagle Vision, его второе поколение должно было составить конкуренцию автомобилям BMW 5 серии. Прототипы, заводская документация, дизайн различных элементов — всё уже было готово к выпуску Vision второго поколения. Однако Chrysler было принято решение о закрытии всего подразделения Eagle, и новый Vision был спешно переименован в Chrysler 300M. Многие критиковали выбор названия, так как, в отличие от машин оригинальной 300й серии, 300M был передне-, а не заднеприводным, имел двигатель мощностью менее 300 л.с. (хотя, формально, и мог выдать больше 300 л.с., при измерении брутто) и не позиционировался, как «лучший в мире, несмотря на цену».
Chrysler 300M получил внешний вид, схожий с Concorde, и имел практически идентичный с ним интерьер. Колёсная база автомобиля осталась такой же, как и у Eagle Vision, Chrysler Concorde (до 2002 г.в.) и Dodge Intrepid, однако за счёт укорочения переднего и заднего свесов длина автомобиль получился «европейской» (5 метров) длины, и экспортировался в Европу, в отличие от в сущности такого же, но более длинного Chrysler LHS.
Автомобиль выпускался с одним бензиновым двигателем V6 объёмом 3,5 л. (для европейского рынка существовала отдельная, 2,7 л. версия автомобиля), изначально разработанным для автомобилей платформы LH первого поколения, но переработанным и для новой версии платформы. Этим же двигателем комплектовались Plymouth Prowler, en:R/T версия Dodge Intrepid второго поколения, Chrysler LHS и обновлённый Concorde (2002–2004). Двигатель имел мощность 253 л. с. (186 кВт) и крутящий момент 346 Н·м. Коробка передач также была одна, автоматическая 42LE с функцией Autostick, позволявшей водителю самому выбирать нужную ему передачу. Передаточный коэффициент главной передачи автомобиля составлял 3,66:1.
Журналом Motor Trend 300M был признан автомобилем года в 1999 году, журналом Car and Driver — в 1999 и 2000 годах.
С середины 2002 года в продаже появился Chrysler 300M Special. Двигатель был перенастроен на бензин марки «Premium» (АИ–98) и имел мощность 255 л. с. (188 кВт), крутящий момент 350 Н·м. Передаточное число главной передачи 3,89 способствовало лучшей динамике автомобиля. На автомобиль устанавливалась сдвоенная выхлопная система, ксеноновые лампы в передних фарах, мощные тормоза, 18-дюймовые шины со скоростным индексом Z (допустимая скорость выше 240 км/ч, опционально устанавливались шины Michelin Pilot Sport 245/45R18), был уменьшен дорожный просвет. Кроме того, в штатную комплектацию входили кожаные сиденья c оригинальной отделкой, деревянную отделку салона сменили панели «под карбон», появились повторители поворотников на зеркалах, тёмно-серая облицовка нижней части кузова.
В 2004 году, в рамках празднования 20-летнего юбилея производства минивэнов Chrysler (Dodge Caravan/Chrysler Town & County/Plymouth Voyager), выпустил 300M platinum series. В эту серию попали и другие автомобили: Sebring (седан, купе и кабриолет), PT Cruiser, и Town & Country.
Chrysler 300M Platinum Series были доступны только трёх цветов: графитовый металлик (Graphite Metallic), ярко-серебряный металлик (Bright Silver Metallic) и бриллиантово-чёрный кристалл (Brilliant Black Crystal). В стандартную комплектацию входили: двухцветная отделка салона (светло-серый/тёмно-синий цвета), хромированные дверные ручки, чёрные зеркала с повторителями поворота и функцией опускания при включении задней передачи (в таком положении в зеркала видна область в районе заднего бампера автомобиля), 17-дюймовые хромированные диски, аудиосистема Infinity II (мощность 360 ватт), спутниковое радио en:Sirius Satellite Radio с годовой подпиской. Дополнительно можно было заказать: кожаный салон, серебряные проставки в панель, колёсные диски с серебряным или платиновым покрытием. На среднюю стойку автомобилей устанавливался специальный значок принадлежности к серии.

## Изменения разных лет
- 1999: Автоматические фары (автоматическое включение в сумерках и ночью), убран ограничитель скорости.
- 2000: Появилась блокировка, позволяющая вывести коробку передач из положения «P» только при нажатой педали тормоза, задние сиденья комплектуются креплениями детских кресел.
- 2001: В качестве опций доступны автоматически затемняющееся зеркало заднего вида, боковые подушки безопасности, более функциональный бортовой компьютер. Кроме того, были обновлены задние фары.
- 2002: Появление EBD, в новом бортовом компьютере объединено управление двигателем и коробкой передач, крепления для детских сидений в базовой комплектации, обновлена система улавливания паров бензина. Выпуск Chrysler 300M Special, ограниченным тиражом выше 300M "Pro-AM" (отличались аудиосистемами от Infinity и двухцветным кожаным салоном).
- 2003: Доступны новые цвета кузова, 6-дисковый CD-чейнджер вместо 4-дискового.
- 2004: Опциональная возможность установки en:Sirius Satellite Radio и стереосистемы с GPS-навигатором (карты на DVD-диске).[7] Выпущен 300M Platinum Series.